# La isla del viento
La isla del viento és la primera pel·lícula sobre Miguel de Unamuno. Dirigida per Manuel Menchón. va ser presentada en la Secció Oficial del 30° Festival Internacional de Cinema de Mar del Plata (2015).
El llargmetratge mostra el costat més íntim i desconegut de Miguel de Unamuno, durant el seu desterrament a Fuerteventura en 1924. També recull l'enfrontament en el Paranimf de la Universitat de Salamanca amb José Millán-Astray en 1936.
El personatge de Miguel de Unamuno cobra vida gràcies a la memorable interpretació de l'actor i acadèmic de la RAE, José Luis Gómez.

## Argument
Salamanca, 1936. Don Miguel de Unamuno sofreix un nou enfrontament dels molts que ha tingut durant la seva vida. En aquest cas en el Paranimf de la Universitat de Salamanca amb el general franquista José Millán-Astray.
Aquest fet li suposa la destitució immediata com a professor i l'arrest domiciliari fins al final dels seus dies. En la solitud existencial que viu, Unamuno recordarà el seu exili a l'illa de Fuerteventura en 1924.

## Repartiment
- Víctor Clavijo... Don Víctor
- José Luis Gómez... Miguel de Unamuno
- Ana Celentano	... Delfina Molina
- Ciro Miró... José Castañeyra
- Ruth Armas... Cala adulta
- Didier Roussel ... Mr. Dumay
- Daniel Asencio ... Noticiero
- Isabel Prinz... Doña Concha

## Crítiques
| «                                 | "Manuel Menchón transcendeix la notòria escassetat de mitjans i aconsegueix materialitzar un Unamuno més que creible. José Luis Gómez assumeix l'aspecte més humà i, sense necessitat de subratllats ni jocs metafòrics, el connecta amb infinitat de temes d'inqüestionable actualitat.” | » |
| — Alberto Bermejo: Diari El Mundo | |   |

| «                                | Primer llargmetratge del prometedor Manuel Menchón (...) de mires àmplies, de generosa ambició. (...) Modesta, però joia al cap i al a fi, la que ens presenta Menchón." | » |
| — José Manuel Cuéllar: Diari ABC | |   |

## Nominacions
Medalles del Cercle d'Escriptors Cinematogràfics de 2016
| Categoria    | Nominats        | Resultat |
| ------------ | --------------- | -------- |
| Millor actor | José Luis Gómez | Nominat  |